# (6928) Lanna
(6928) Lanna ist ein Hauptgürtelasteroid, der am 11. Oktober 1994 vom tschechischen Astronomen Miloš Tichý am Kleť-Observatorium (IAU-Code 046) in der Nähe der Stadt Český Krumlov entdeckt wurde.
Er wurde zum Gedenken an den Großindustriellen Karl Adalbert Lanna (1805–1866) benannt, der wegen seiner maßgeblichen Beiträge zur wirtschaftlichen Entwicklung von Moldauthein, Kladno und Prag in den erblichen Ritterstand erhoben wurde.